# Mānāvadar
Mānāvadar är en ort i Indien.   Den ligger i distriktet Jūnāgadh och delstaten Gujarat, i den västra delen av landet, 1 100 km sydväst om huvudstaden New Delhi. Mānāvadar ligger 29 meter över havet och antalet invånare är 29 105.
Terrängen runt Mānāvadar är mycket platt. Runt Mānāvadar är det ganska tätbefolkat, med 207 invånare per kvadratkilometer. Mānāvadar är det största samhället i trakten. Omgivningarna runt Mānāvadar är en mosaik av jordbruksmark och naturlig växtlighet.